# コンプレッションゲージ
コンプレッションゲージとは、シリンダーの圧縮圧力を測定する圧力測定器具であり、圧縮圧力の状態の不足あるいはもれの状態を測定し、ピストン、ピストンリング、ライナーの交換の目安にする。
圧縮圧力はディーゼルエンジンが高く（max 5 MPa F/s）、ガソリンエンジンが低い（max 3 MPa f/s）のでコンプレッションゲージにもディーゼル用とガソリン用の2種類がある。注意したいのは、各シリンダーの圧縮値がエンジンメーカー仕様圧縮値以上であっても、各シリンダーの圧力差が 0.4 MPa 以上あった場合は起爆に障害が発生し瑕疵エンジンとされる。滑らかな回転やトルクそして低燃費、環境問題等の解決手段にも必要な測定ゲージと言える。

## 使用方法
1. エンジンのノズルホルダにアダプタを取り付けコンプレッションゲージを接続する。
2. エンジンを始動させ、エンジンの回転に従ってゲージの指針が上昇しある値で指針が停止するので、その値が最高圧縮圧力である。
3. 2008年京都で開発された測定器では、ベンチは当然、車上搭載されたままのエンジンのコンプレッションを簡単に非破壊的に測定が可能になった。国内メーカーのエンジン型式とデータが既に登録されていて、被測定物との比較が簡単に出来る。各シリンダーのユニホミティーもグラフで表現される。

## 種類
- ディーゼル用
- ガソリン用
- ディーゼル：ガソリン共用